# Liriomyza thalictri
Liriomyza thalictri är en tvåvingeart som beskrevs av Erich Martin Hering 1932. Liriomyza thalictri ingår i släktet Liriomyza och familjen minerarflugor.
Artens utbredningsområde är Tyskland. Inga underarter finns listade i Catalogue of Life.